# Sartoria
Sartoria es un género monotípico de plantas con flores perteneciente a la familia Fabaceae. Su única especie:  Sartoria hedysaroides, es originaria de Turquía.